# Franz Wagner (Maler)
Johann Daniel Franz Leberecht Wagner (* 15. Juli 1810 in Berlin; † 2. Dezember 1883 ebenda) war ein deutscher Historien-, Porträt-, Landschafts- und Genremaler sowie Lithograf.

## Leben
Wagner war vor 1830 Schüler an der Königlich Preußischen Akademie der Künste in Berlin. Anschließend, um 1831/32 bis um 1836, war Wagner Schüler im Privatatelier von Wilhelm Hensel in Berlin. In den Jahren 1835 bis 1837 hielt er sich in Paris zur Ausbildung im Privatatelier von Léon Cogniet und an der École des beaux-arts auf. Seit 1838 ging er der Tätigkeit als Maler und Zeichenlehrer in Berlin nach. Zwischen 1838 und 1864 beteiligte er sich regelmäßig an der Berliner Akademie-Ausstellung und 1856 an der zehnten großen Ausstellung des Bremer Kunstvereins.

## Werke
- Kind mit einem Vogel spielend (Morgenländisches Mädchen mit Kakadu), Verbleib unbekannt (BAA 1836, Nr. 999).